# みか (YouTuber)
みか（2001年4月25日 - ）は、日本のYouTuber、TikToker。女性。 B型。本名は非公開。愛称はライスペーパーネキ、ペパネキ。

## 来歴

### 2021年
2月24日、YouTubeに動画を初投稿。
10月19日、TikTokに動画を初投稿。

### 2022年
12月15日、ライスペーパーを用いたショート動画を投稿したことがきっかけで、ライスペーパーを用いたショート動画を投稿するようになる。

### 2023年
9月16日、オアシス21でTikTok Creative Festival in NAGOYAに出演。

### 2024年
3月20日、愛知県名古屋市で初のリアルイベントを開催。
4月、毎週水曜日にMID-FM「Wednesday Trend Finder」のラジオを担当。
4月7日、東京都渋谷区でモフモフモーのイベントにゲスト出演。
4月25日、椙山女学園大学で公開講座を実施。
5月6日、三重県川越町の㈱Atelier KUで「みかライスペーパーネキとライスペーパークッキング」を開催。
6月1日、名古屋市でトマト祭り【トマトマ】でキッチンカーにてトマトマオリジナル料理を提供。
翌日の6月2日にはシンガーソングライターの遠坂めぐとコラボライスペーパーを販売。
6月16日、名古屋市のテレビトーヒロバで「エシカル・ツキイチ・マルシェ」に出演
7月27日、名古屋市のANNAMDELIVIETNAMDININGで生ライスペーパー体験&ランチ会を開催。
8月3日、名古屋市の納屋橋カラーズ366の夏祭りでライスペーパーの屋台を出店。
8月17日、東京都港区のスターライズタワーで「Creator Festa-推しと私の夏祭り-」に出演
8月18日、名古屋市のグローバルゲートでキッチンカーを出店。
9月14日、名古屋市の久屋大通公園エンゼル広場でキッチンカーを出店。

## 人物
- 弟がいる[9]

- 好きな食べ物は味噌汁[10]

- MBTIはINFP(仲介者)である[11]

## 主な著作
- 『低脂質で痩せる！美味すぎる絶品ダイエット飯』(2023年3月13日、Kindle ダイレクト・パブリッシング、ISBN 979-8386842192)

## 資格
- ごはんマイスター
- 食品衛生責任者

## 受賞歴
- 2023年、YouTube Creator Awards 銀の盾(Silver Creator Award)
- 2023年、TikTok上半期トレンド大賞2023ヒットアイテム部門[12]
- 2024年、LINE VOOM Creator Contest 2023 Winter入賞[13]